# Disturbios de Irlanda del Norte de 1969
Entre el 13 y el 17 de agosto de 1969, Irlanda del Norte, Reino Unido. Se vio envuelta en una serie de intensos disturbios sectarios, que comenzaron como consecuencia de la Batalla del Bogside, una confrontación de tres días entre los residentes católicos y nacionalistas de Derry y la Royal Ulster Constabulary (RUC). Los disturbios se extendieron pronto al resto de Irlanda del Norte en apoyo de los Bogsiders, lo que a su vez provocó represalias de la RUC y de los unionistas del Úlster. Los enfrentamientos más sangrientos tuvieron lugar en Belfast, donde murieron ocho personas y centenares resultaron heridas. Además, miles de personas tuvieron que abandonar sus casas. Los acontecimientos de estos días de agosto de 1969 son considerados generalmente como el punto de arranque del llamado conflicto de Irlanda del Norte.

## Antecedentes
Irlanda del Norte había entrado ya en una etapa de desestabilización durante 1968 debido a los esporádicos disturbios provocados por la campaña de desobediencia cívica organizada por la Asociación por los derechos civiles de Irlanda del Norte (NICRA), la cual pedía el fin de la discriminación contra los católicos en asuntos como el derecho de voto, la vivienda o el empleo. El primer incidente de consideración tuvo lugar en Derry el 8 de octubre de 1968, cuando una marcha de NICRA fue disuelta violentamente por las fuerzas de la Royal Ulster Constabulary (RUC) británica. Preocupado por la posibilidad de nuevos enfrentamientos, el primer ministro de Irlanda del Norte, Terence O'Neill, prometió reformas a cambio de una "tregua" sin manifestaciones ni protestas. Sin embargo, esta tregua temporal se rompió en enero de 1969, cuando People's Democracy, un grupo radical de extrema izquierda, organizó una marcha antigubernamental desde Belfast a Derry. Los manifestantes fueron atacados en el puente de Burntollet, a 8 km de Derry, por militantes lealistas protestantes dirigidos por Ronald Bunting, con el resultado de un número importante de heridos. La RUC fue acusada por los católicos, los nacionalistas y los activistas por los derechos civiles, de no haber hecho lo suficiente para proteger la marcha, lo que provocó nuevas revueltas en Derry cuando los manifestantes volvieron y relataron lo sucedido. En medio de una creciente tensión, Terence O'Neill dimitió en abril y sus promesas de reformas fueron aparcadas bajo el mando del nuevo primer ministro, James Chichester-Clark.

## La Batalla del Bogside
La violencia esporádica continuó durante el resto del año entre los nacionalistas católicos, por un lado, y los lealistas protestantes y la RUC, por otro; los enfrentamientos se intensificaron durante el verano, y en especial durante la temporada de desfiles orangistas. El 2 de agosto hubo importantes disturbios en Belfast, cuando una muchedumbre de protestantes procedente del área de Crumlin intentó entrar en la zona de viviendas católicas, y fueron controlados con dificultades por la policía.
Esta tensión estalló finalmente en una batalla campal que tuvo lugar en Derry entre el 12 y el 15 de agosto. La que se conoce como "batalla del Bogside" comenzó cuando los nacionalistas católicos intentaron impedir una marcha de los Apprentice Boys of Derry protestantes. La RUC, al intentar dispersarles, los empujó nuevamente hacia el barrio católico de Bogside, e incluso intentó penetrar en el barrio. Los habitantes entonces se movilizaron en masa para impedirlo, y se produjeron violentos enfrentamientos entre centenares de policías de la RUC y miles de habitantes católicos. Durante el segundo día de enfrentamientos, el 13 de agosto, la Asociación por los Derechos Civiles de Irlanda del Norte llamó a la movilización en apoyo de Bogside, en un intento por obligar a la policía a diversificar su atención. Cuando los nacionalistas de otras zonas de Irlanda del Norte tomaron parte en dichas manifestaciones, se produjeron violentos enfrentamientos inter-comunales entre católicos, protestantes y policía.

## Belfast estalla
Belfast fue sin duda el escenario de los disturbios más violentos producidos durante agosto de 1969. A diferencia de Derry, donde los nacionalistas estaban en mayoría y los enfrentamientos tenían lugar entre éstos y la policía, en Belfast los católicos estaban en minoría y cuando estallaron los conflictos, pronto se convirtieron en una confrontación sectaria entre católicos y protestantes.
Los primeros disturbios en la capital de Irlanda del Norte se produjeron el 13 de agosto, cuando una multitud de 500 personas llevaron a cabo una protesta en Divis St. por la actuación de la RUC en Londonderry. Esta protesta comenzó siendo pacífica, e incluyó la entrega de una instancia en la comisaría de la RUC en Springfield. Sin embargo, poco después estalló la violencia y los católicos atacaron las instalaciones de la RUC y comercios regentados por protestantes. La comisaría de Springfield recibió impactos de piedras y cócteles molotov, e incluso un coche policial fue atacado con una granada de mano y con fuego de rifles, sin que llegara a establecerse quién fue responsable de este ataque. El IRA negó su implicación en estos actos, y de hecho su posición en Belfast era muy débil en aquella época. Sin embargo, parece que los únicos nacionalistas con acceso a este tipo de armamento debían ser miembros actuales o antiguos de esta organización. Un concesionario de coches propiedad del protestante Isaac Agnew también fue destruido.
Esa misma noche se establecieron barricadas en las zonas fronterizas entre barrios católicos y protestantes.

### 14 de agosto

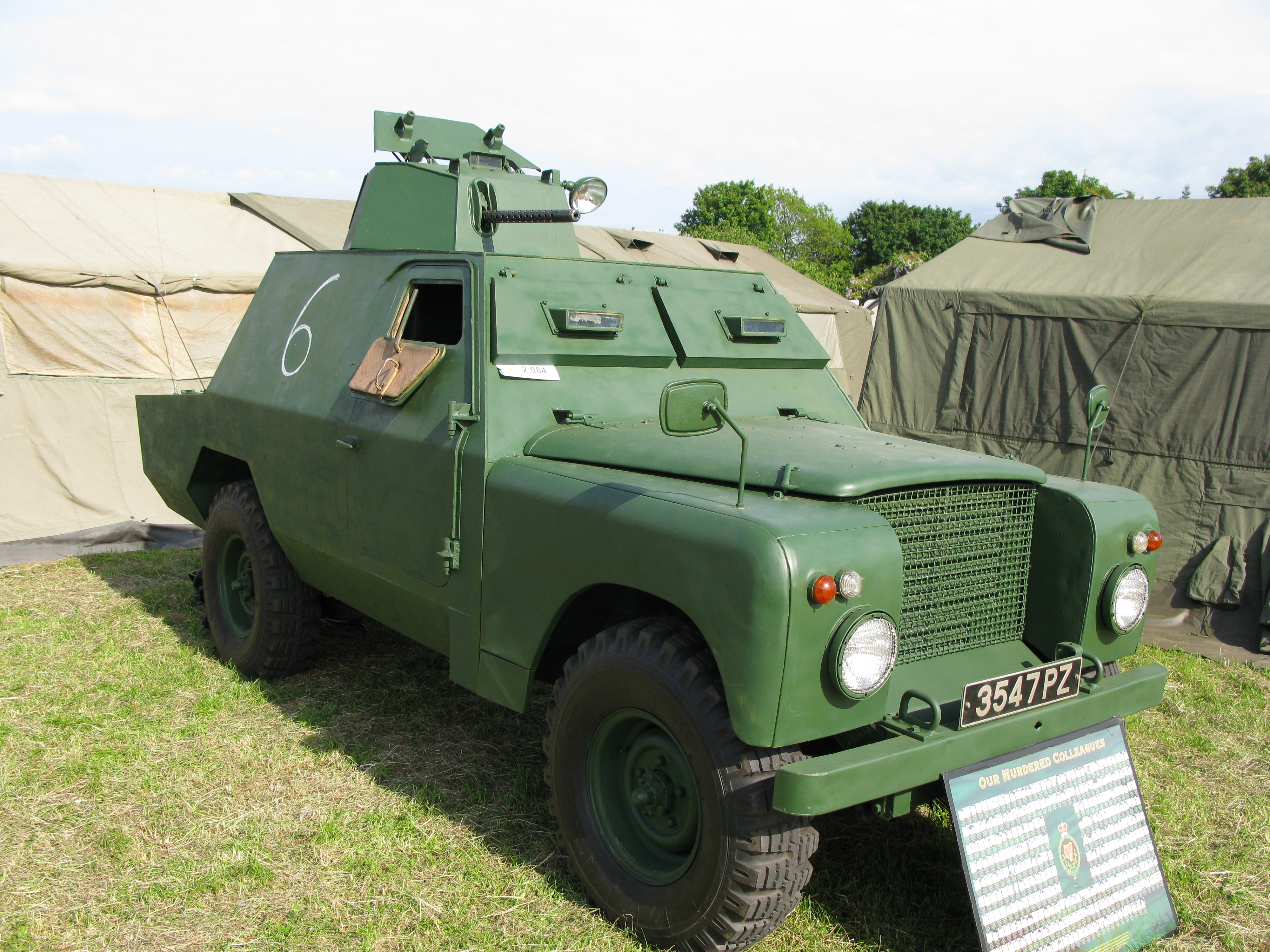
Vehículo blindado shorland con ametralladoras Browning utilizados por la RUC.

Al día siguiente la violencia aumentó. Cuando los católicos atacaron la comisaría de la RUC en Divis St., en el oeste de Belfast, cerca del barrio protestante de Shankill Road, un grupo de lealistas se les opuso, y se produjeron reyertas en la "frontera" de las calles Divis y Cupar st. Una unidad del IRA compuesta por seis miembros intercambió disparos con la RUC y con pistoleros lealistas, con el resultado de tres protestantes, un católico y un policía de la RUC heridos. Entonces la RUC desplegó coches blindados Shorland equipados con ametralladoras Browning para empujar a los rebeldes nacionalistas hacia Divis St. Les siguieron los policías de la Ulster Special Constabulary (USC) y una multitud de protestantes, que quemaron casas y negocios católicos en Dover St., Percy St. y Beverly St. En Dover St. se inició después otro tiroteo entre el IRA y la RUC, en el que murió un protestante y tres miembros de la RUC resultaron heridos. Otras ocho personas recibieron heridas durante otro incidente en la escuela de St. Comgall, en Divis St.
Estos hechos llevaron al comandante de la RUC en Belfast, Harold Wolsely, a creer (erróneamente) que estos brotes de violencia eran un intento de insurrección organizado por el IRA. En realidad, el IRA solo disponía de unos 20 hombres en Belfast en aquel momento, y se limitaba a reaccionar ante la situación, más que a orquestarla. En cualquier caso, las autoridades unionistas pensaron que se enfrentaban a una ofensiva militar a gran escala, y emplearon por ello armamento pesado en sus enfrentamientos con los manifestantes. Desde los coches blindados dispararon contra las casas católicas que rodean Divis St., pensando que albergaban a francotiradores, y mataron a un niño de nueve años, Patrick Rooney. Cuando un miembro del Republican Labour Party (Partido Republicano Laborista), Paddy Kennedy, pidió que se retirasen tales vehículos de la calle, el ministro norirlandés de Asuntos Interiores, Robert Porter le contestó que esto era imposible, ya que "toda la ciudad se ha rebelado".
Los disturbios también estallaron en Ardoyne, en el norte de la ciudad, donde el conflicto también comenzó con enfrentamientos entre manifestantes nacionalistas y la RUC, y se convirtió luego en una batalla a tres bandas entre la policía, pistoleros nacionalistas (en este caso, no miembros del IRA sino exsoldados locales) y protestantes lealistas. Los nacionalistas tomaron 50 autobuses locales, los incendiaron y los utilizaron como barricadas para impedir el acceso a Ardoyne. Según Martin Meehan, activista republicano, 20 católicos sufrieron heridas de bala esa noche, dos de ellos murieron por disparos de la RUC y numerosos hogares y negocios fueron incendiados por los lealistas.

### 15 de agosto
A la mañana siguiente, muchas familias católicas abandonaron el centro de Belfast en dirección a Andersonstown y Ballymurphy, en los límites occidentales de la ciudad, escapando de los disturbios de la noche anterior. A petición de la RUC, un regimiento del Ejército Británico (el Royal Regiment of Wales) se desplegó en la católica Falls Road para mantener el orden. Muchos nacionalistas republicanos, entre ellos el líder del IRA Billy McMillen, fueron arrestados durante las primeras horas del día 15 de agosto.
A pesar de estas medidas, los disturbios continuaron y se extendieron al área cercana de Clonard. Un pequeño grupo de miembros del IRA, dirigidos por Billy McKee, intentaron sin éxito evitar la entrada en esta área de la RUC, a la que seguía una multitud de protestantes. Los lealistas quemaron prácticamente toda la calle Bombay St., y algunas de las casas de Kashmir St., Conway St., Norfolk St. y Cupar St. Un joven miembro de Fianna (rama juvenil del IRA), Gerard McAuley, murió a causa de un disparo durante estos enfrentamientos. En Ardoyne, por otra parte, un manifestante protestante murió a causa de un disparo en la cara.
La violencia esporádica continuó en Belfast durante los dos días siguientes hasta que el orden fue restablecido finalmente, con el despliegue de más tropas británicas en las zonas en conflicto.

## Disturbios en otros lugares
La llamada del NICRA a la revuelta para apoyar al Bogside fue respondida en muchas otras ciudades y pueblos de Irlanda del Norte, resultando en enfrentamientos con la policía y los protestantes: en Dungannon, por ejemplo, el 13 de agosto, tres manifestantes católicos fueron abatidos por la Ulster Special Constabulary; también hubo tiroteos similares en Dungiven y Coalisland, en el Condado de Tyrone. En Armagh, un hombre católico murió a causa de un disparo de la USC durante una revuelta ciudadana. En Newry, el día 14 de agosto, los nacionalistas rodearon la comisaría de la RUC y la atacaron con cócteles molotov. Finalmente, en Crossmaglen el 17 de agosto, la comisaría de la RUC fue atacada igualmente con cócteles molotov y granadas de mano.

## Consecuencias
Hasta que los disturbios se sofocaron finalmente el 17 de agosto, ocho personas perdieron la vida y 750 resultaron heridas, 133 de las cuales (72 católicos y 61 protestantes) fueron atendidos por heridas por arma de fuego. Dado que muchas personas serían probablemente reticentes a reportar heridas de bala por temor a atraer la atención de la policía, probablemente el número total de heridos es mayor aún. Además, más de 1500 familias católicas y 315 protestantes perdieron sus casas, ya sea porque fueron quemadas o porque fueron expulsadas de ellas mediante intimidaciones. 275 recintos comerciales fueron dañados o destruidos, de los cuales un 83% eran católicos.
Estos disturbios representaron el brote de violencia más extendido y duradero en Irlanda del Norte desde los años 1920. Protestantes y unionistas pensaron que esta violencia mostraba la verdadera cara del movimiento por los Derechos Civiles, como un instrumento del IRA. Los católicos, por su parte, interpretaron los disturbios, sobre todo en Belfast, como una invasión de su comunidad, en la que las fuerzas británicas se mostraron cualquier cosa menos neutrales. Los enfrentamientos, junto con la Batalla del Bogside que les dio inicio, son citados a menudo como el comienzo del Conflicto de Irlanda del Norte (popularmente conocido como The Troubles): la violencia aumentó y se extendió drásticamente después de estos incidentes, con la formación de nuevos grupos paramilitares en ambos bandos, entre los que destaca el IRA Provisional, fundado en diciembre de ese año. En el lado lealista, la Ulster Volunteer Force (creada en 1966) se volvió más activa tras los enfrentamientos y en 1971 se fundó otro grupo paramilitar, la Ulster Defence Association, formada por militantes lealistas movilizados tras los hechos de agosto de 1969. La más grande de estas asociaciones paramilitares era la Shankill Defence Association, dirigida por John McKeague, que había sido la responsable de la organización de la violencia lealista durante los disturbios de 1969. Además, miles de soldados británicos fueron desplegados en Irlanda del Norte y, aunque inicialmente el ejército fue considerado como una fuerza neutral, pronto se vieron implicados en la violencia callejera, y hacia 1971 ya dedicaban la mayor parte de sus esfuerzos a combatir a las milicias republicanas.

### El papel del IRA
El papel del IRA en los disturbios ha sido objeto de larga controversia. En su momento, el IRA fue acusado por las autoridades de Irlanda del Norte de organizar los disturbios. Sin embargo, la realidad es que la organización estaba en aquel entonces muy mal preparada para defender las zonas católicas de Belfast, con pocas armas y efectivos en la zona. En las zonas nacionalistas, el IRA fue acusado precisamente de haber fracasado en su misión, al permitir que áreas como la calle Bombay St. fueran arrasadas por los protestantes. Esta situación llevó a una división en el IRA: en setiembre de 1969, un grupo de miembros del IRA dirigidos por Billy McKee y Joe Cahill declararon que no aceptaban órdenes de los líderes del IRA en Dublín, ni de Billy McMillen, su representante en Belfast, debido a que éstos no habían provisto las armas ni la planificación necesarias para defender las zonas católicas de la ciudad. En diciembre de ese año, abandonaron el IRA Oficial para crear un grupo distinto, el IRA Provisional, cuyas misiones principales eran, en primer lugar, establecer la defensa armada de las zonas católicas de Belfast, y después organizar una campaña ofensiva contra las fuerzas británicas de Irlanda del Norte.
El informe Scarman, encargado por el gobierno británico para establecer las causas de los conflictos, concluyó: "indudablemente había una influencia del IRA en la DCDA [Derry Citizen's Defence Association] en Londonderry, así como en las zonas del Ardoyne y Falls Road en Belfast, y en Newry. Pero no fueron ellos los que empezaron o planearon los disturbios: de hecho, parece evidente que el IRA se vio sorprendido por ellos y se implicó en ellos menos de lo que muchos de sus simpatizantes deseaban".
En cualquier caso, todavía existen preguntas sin respuesta en torno a la implicación del IRA en los disturbios, en especial en relación con el ataque a la comisaría de la RUC el 13 de agosto, en el que quizás algunos miembros del IRA, sin órdenes directas de la organización, participaron con rifles y granadas de mano.

### El papel de la RUC y de la USC
Las acciones de la Royal Ulster Constabulary durante los incidentes de agosto de 1969 son probablemente el aspecto más controvertido. Los nacionalistas afirmaban que la policía actuó de manera descaradamente parcial durante los disturbios, ayudando a los lealistas durante sus asaltos a los barrios católicos. Esta percepción desacreditaba a la policía a ojos de la mayoría de los nacionalistas, lo que permitió posteriormente a los paramilitares republicanos ejercer como policía alternativa en las áreas católicas. En su estudio From Civil Rights to Armalites, el autor nacionalista Niall O Dochartaigh argumenta que las acciones de la RUC y la Ulster Special Constabulary (USC) fueron un factor determinante en la expansión y agudización del conflicto: "Desde el comienzo, la respuesta de las fuerzas policiales ante la movilización católica fueron capaces de crear más rabia e implicación activa que los conflictos que habían provocado los disturbios iniciales... El comportamiento de la policía y su interacción con los protestantes hizo más por movilizar políticamente a los católicos que ninguna otra de las ofensas anteriores".
El informe Scarman determinó que la RUC había cometido "faltas serias" al menos en seis ocasiones durante los disturbios. En concreto, criticaba el despliegue de armas pesadas Browning en áreas habitadas, y su incapacidad para prevenir la destrucción de casas y negocios católicos en Belfast entre el 14 y el 15 de agosto. Sin embargo, concluyó también que "indudablemente se cometieron errores y ciertos oficiales actuaron erróneamente; pero la idea de que fue una fuerza partisana colaborando activamente con la turba de protestantes no se sostiene, y la rechazamos completamente". El tribunal argumentó que la RUC estaba poco dotada, mal dirigida y que su conducta durante los disturbios respondía a su convicción de que se enfrentaban a una insurrección republicana coordinada. También adujeron la dispersión de los manifestantes protestantes por parte de la RUC entre el 2 y el 4 de agosto como prueba de su imparcialidad.
De la Ulster Special Constabulary (USC o B-Specials), el Tribunal Scarman afirmó: "Hubo graves objeciones, bien entendidas por las autoridades, sobre el uso de la USC en los disturbios. En 1969 la USC no incluía a ningún católico, provenía únicamente de la comunidad protestante. Esto creaba desconfianza entre los católicos, que los veían como un brazo armado protestante, por lo que no podían desplegarse en un área católica sin crear tensión. Además, nunca fueron entrenados ni equipados para controlar revueltas populares". El informe igualmente consideró probado que la USC había disparado contra los manifestantes al menos en Dungiven, Coalisland, Dungannon y Armagh, provocando víctimas, algo que el informe califica como "imprudente e irresponsable". También se consideró demostrado que había colaborado con la multitud protestante en el asalto a los barrios católicos. Pese a ello, el informe concluye que "no hay causas para señalar a los USC movilizados como culpables de mala conducta".